# 德扬·托马舍维奇
德扬·托马舍维奇（羅馬化：Dejan Tomašević，1973年5月5日—），塞尔维亚男子篮球运动员。他曾代表南联盟、塞尔维亚和黑山参加1996年、2000年和2004年夏季奥林匹克运动会篮球比赛，获得一枚银牌。